# Горбатенко (село)
Горбатенко (укр. Горбатенко) — село в Украине, находится в Старобешевском районе Донецкой области. С 2014 находится под контролем Донецкой Народной Республики.

## География

#### Соседние населённые пункты по странам света
С: Светлое
СЗ: Новый Свет, Александровка
ССВ: Андреевка, Михайловка, Чумаки
З: Вознесенка, Старобешево
В, ЮВ: Осыково
Ю: Новокатериновка, Береговое
ЮЗ: —

## Население
Население по переписи 2001 года составляло 69 человек.

## Общие сведения
Код КОАТУУ — 1424580505. Почтовый индекс — 87232. Телефонный код — 6253.

## Адрес местного совета
87232, Донецкая область, Старобешевский р-н, с.Александровка, ул.Мира, 30в